# ژو کیان
ژو کیان (به چینی: 周倩؛ زادهٔ ۱۱ مارس ۱۹۸۹) کشتی گیر زن کشور چین است.
از افتخارات وی می‌توان به کسب مدال برنز المپیک ۲۰۲۰ توکیو اشاره کرد.